# Вишневатое (Розовский район)
Вишневатое (укр. Вишнювате) — село,
Вишневатский сельский совет,
Розовский район,
Запорожская область,
Украина.
Код КОАТУУ — 2324981201. Население по переписи 2001 года составляло 421 человек.
Является административным центром Вишневатского сельского совета, в который, кроме того, входят сёла 
Беловеж,
Вольное и
Листвянка.

## Географическое положение
Село Вишневатое находится на левом берегу реки Кальчик,
примыкает к селу Вольное.
Рядом проходит автомобильная дорога Т-0518.

## История
- 1823 год — дата основания как село Киршвальд.

## Экономика
- «Россия», СПК.

## Объекты социальной сферы
- Школа.